# P.B. Magrane
Het warenhuis P.B. Magrane was een van de bekendste warenhuizen van Lynn (Massachusetts). Het warenhuis werd opgericht door de Iers-Amerikaanse zakenman Patrick Byrne Magrane in 1876. De eerste locatie had een etalage van 4,5 meter. Het assortiment bestond uit schoenen, gordijnen, boeken en andere typische warenhuisartikelen. De slogan van het warenhuis was "De Grote Winkel – 46 Afdelingen".  De winkel verloor in 1954 zijn onafhankelijk bestaan, toen deze werd overgenomen door Raymond's, en werd omgedoopt tot de tweede satellietwinkel van dat bedrijf. 
Magrane was ook voorzitter en mede-eigenaar van het warenhuis Magrane Houston in Boston.